# TWICEcoaster : LANE 1
《TWICEcoaster : LANE 1》(한국어: 트와이스 코스터 레인 원)은 걸 그룹 트와이스의 세 번째 미니 앨범이다. 타이틀곡은 'TT'이며, 데뷔 1주년 4일 후인 2016년 10월 24일에 발매되었다.
2017년 1월 3일(주로 츄츄TV), "TT" 뮤직비디오는 공개 72일만에 유튜브 1억뷰를 돌파했다. 2017년 2월 20일, 리패키지 앨범 《TWICEcoaster : LANE 2》가 발매되었다. 2017년 5월 26일, "TT" 뮤직비디오가 유튜브 2억 조회수를 돌파했으며, 이는 대한민국 여성 가수 중 최초 기록이다.

## 영상

### 멤버 개인 티저
2016년 10월 16일~18일 3일 동안, 멤버 개인 티저 영상이 공개되었다. 16일에는 나연, 정연, 모모의 영상이, 17일에는 사나, 지효, 미나의 영상이, 18일에는 다현, 채영, 쯔위의 영상이 공개됐다.
영상 중간에는 멤버 별 영상 컨셉 문구와 함께 문장 한 구절이 제시됐다.
- 나연 - "이러지도 못하는데 저러지도 못하네"
- 정연 - "밀어내려고 하면 할수록 자꾸 끌려 왜"
- 모모 - "눈물 날 것 같아 아닌 것 같아"
- 사나 - "콧노래가 나오다가 나도 몰래"
- 지효 - "이번엔 정말 꼭꼭 내가 먼저 TALK TALK"
- 미나 - "매일 상상만 해 이름과 함께 쓱 말을 놨네"
- 다현 - "이런 내 맘 모르고 너무해 너무해"
- 채영 - "아무 죄도 없는 인형만 때 찌"
- 쯔위 - "다짐뿐인 걸 매번 다짐뿐인 걸"

앨범 발매 후, 이 한 구절의 문장들이 타이틀곡 "TT"에서 각 멤버들이 부르는 가사임이 확인됐다.

### "TT" 뮤직비디오
2016년 10월 23일, 앨범 발매와 동시에 뮤직비디오가 공개됐다. 10월에 있는 할로윈데이에 맞춰, 뮤직비디오 컨셉은 할로윈이다. 멤버들은 각기 다른 캐릭터로 분장했다.
- 나연 - 악마
- 정연 - 피노키오
- 모모 - 팅커벨
- 사나 - 힛 걸 (영화 《킥 애스》)
- 지효 - 하얀 여왕 (이상한 나라의 앨리스), 엘사 (《겨울왕국》)
- 미나 - 해적 (영화 《캐리비안의 해적》)
- 다현 - 토끼 (이상한 나라의 앨리스)
- 채영 - 인어공주
- 쯔위 - 뱀파이어

뮤직비디오 후반부에서 노크를 한 것은 트와이스 멤버들이였다. 2017년 2월 20일 "KNOCK KNOCK" 뮤직비디오가 공개되면서 확인되었다.
"OOH-AHH하게"와 "CHEER UP"의 뮤직비디오를 맡았던 스튜디오 나이브(Naive)가 총괄했다. 뮤직비디오 공개 하루 만에 유튜브 500만 뷰 이상을 기록했으며, 공개 40시간 만에 유튜브 1000만 뷰를 경신하여, 트와이스는 뮤직비디오 천 만뷰를 가장 빨리 경신한 케이팝 그룹이 되었다. 이어 114시간 만에 2천만 뷰를 경신해, 뮤직비디오 2천만 뷰를 가장 빨리 경신한 케이팝 그룹도 되었다.
2016년 11월 14일, 공개 22일 만에 케이팝 아이돌 최단 기간 유튜브 5천만 뷰를 돌파했다.  2017년 1월 3일, "TT" 뮤직비디오는 공개 72일 만에 유튜브 1억 뷰를 돌파했다. 종전 1위였던 "CHEER UP" 뮤비의 1억 뷰 달성 207일 기록을 깨면서, 다시 한 번 케이팝 아이돌 중 최단기간 유튜브 1억 조회수를 달성했다. 2017년 5월 26일, "TT" 뮤직비디오는 공개 약 6개월 만에 유튜브 2억 조회수를 돌파했으며, 이는 대한민국 여성 가수 중 최초 기록이다.

## 음반 판매
2016년 10월 30일 14시 기준, 초동 판매 9만 4천여 장을 넘어 역대 걸 그룹 최고 초동 판매량 1위를 하게 되었다. 종전 1위는 걸그룹 소녀시대의 The Boys 로, 판매 수량은 6만 7천 100여 장이었다. 이어 발매 1주일 만에 16만5천여 장의 앨범 판매고를 올리며, 걸 그룹 가운데 2016년 최다 음반 판매량을 기록했다.
2016년 12월 19일 TWICECOASTER : LANE 1 CHRISTMAS EDITION 이 발매되었다. 수록곡은 기존 버전과 차이가 없다. 예약 판매로 11만 5천장 이상이 판매되었다.

## 수록곡
| #            | 제목                 | 작사                    | 작곡                                                       | 편곡  | 재생 시간 |
| ------------ | -------------------- | ----------------------- | ---------------------------------------------------------- | ----- | --------- |
| 1.           | 〈TT〉               | 용감한 형제 코끼리 왕국 | 용감한 형제                                                | 3:33  |           |
| 2.           | 〈1 TO 10〉          | Noday Chloe             | Noday Chloe                                                | 2:55  |           |
| 3.           | 〈PONYTAIL〉         | 이신성 ZigZag Note      | ZigZag Note                                                | 3:26  |           |
| 4.           | 〈JELLY JELLY〉      | Dr,JO                   | east4A Ashley Mounts 김희덕                                | 3:30  |           |
| 5.           | 〈PIT-A-PAT〉        | Yorkie 강지원           | 임광욱 강지원                                              | 3:27  |           |
| 6.           | 〈NEXT PAGE〉        | 마일 (Maeel)            | Joe J. Lee `Kairos`                                        | 2:55  |           |
| 7.           | 〈ONE IN A MILLION〉 | mr.cho                  | Sebastian Thott Didrik Thott Andreas Oberg Danielle Senior | 2:55  |           |
| 총 재생 시간 | 총 재생 시간         | 총 재생 시간            | 총 재생 시간                                               | 24:21 |           |

## 차트

### 주간 차트
| 차트                         | 최고 순위 | 비고   |
| ---------------------------- | --------- | ------ |
| 대한민국 가온 앨범 주간 차트 | 1         | [ 10 ] |

| 차트                          | 최고 순위 | 비고   |
| ----------------------------- | --------- | ------ |
| 대한민국 가온 디지털 차트     | 1         | [ 11 ] |
| 대한민국 가온 다운로드 차트   | 1         | [ 12 ] |
| 대한민국 가온 스트리밍 차트   | 1         | [ 13 ] |
| 대한민국 가온 BGM 차트        | 4         | [ 14 ] |
| 대한민국 가온 벨소리 차트     | 1         | [ 15 ] |
| 대한민국 가온 통화연결음 차트 | 6         | [ 16 ] |
| 대한민국 가온 노래방 차트     | 5         | [ 17 ] |
| 대한민국 가온 소셜 차트       | 1         | [ 18 ] |
| 일본 빌보드 재팬 핫 100       | 15        | [ 19 ] |

| 차트                        | 최고 순위 | 비고   |
| --------------------------- | --------- | ------ |
| 대한민국 가온 디지털 차트   | 35        | [ 11 ] |
| 대한민국 가온 다운로드 차트 | 12        | [ 12 ] |
| 대한민국 가온 스트리밍 차트 | 100       | [ 13 ] |

| 차트                        | 최고 순위 | 비고   |
| --------------------------- | --------- | ------ |
| 대한민국 가온 디지털 차트   | 55        | [ 11 ] |
| 대한민국 가온 다운로드 차트 | 20        | [ 12 ] |

| 차트                        | 최고 순위 | 비고   |
| --------------------------- | --------- | ------ |
| 대한민국 가온 디지털 차트   | 67        | [ 11 ] |
| 대한민국 가온 다운로드 차트 | 30        | [ 12 ] |

| 차트                        | 최고 순위 | 비고   |
| --------------------------- | --------- | ------ |
| 대한민국 가온 디지털 차트   | 68        | [ 11 ] |
| 대한민국 가온 다운로드 차트 | 29        | [ 12 ] |

| 차트                        | 최고 순위 | 비고   |
| --------------------------- | --------- | ------ |
| 대한민국 가온 디지털 차트   | 75        | [ 11 ] |
| 대한민국 가온 다운로드 차트 | 32        | [ 12 ] |

| 차트                        | 최고 순위 | 비고   |
| --------------------------- | --------- | ------ |
| 대한민국 가온 디지털 차트   | 78        | [ 11 ] |
| 대한민국 가온 다운로드 차트 | 33        | [ 12 ] |

### 월간 차트
| 차트                    | 최고 순위 | 비고   |
| ----------------------- | --------- | ------ |
| 대한민국 가온 앨범 차트 | 3         | [ 20 ] |

| 차트                          | 최고 순위 | 비고   |
| ----------------------------- | --------- | ------ |
| 대한민국 가온 디지털 차트     | 3         | [ 21 ] |
| 대한민국 가온 다운로드 차트   | 3         | [ 22 ] |
| 대한민국 가온 스트리밍 차트   | 3         | [ 23 ] |
| 대한민국 가온 BGM 차트        | 12        | [ 24 ] |
| 대한민국 가온 벨소리 차트     | 2         | [ 25 ] |
| 대한민국 가온 통화연결음 차트 | 7         | [ 26 ] |
| 대한민국 가온 노래방 차트     | 7         | [ 27 ] |

### 티저
- "TT" MV 티저 1 - 유튜브
- "TT" MV 티저 2 - 유튜브

멤버 별 티저 - 유튜브
- 나연
- 정연
- 모모
- 사나
- 지효
- 미나
- 다현
- 채영
- 쯔위